# Lasioptera rufa
Lasioptera rufa är en tvåvingeart som beskrevs av Jean-Jacques Kieffer 1904. Lasioptera rufa ingår i släktet Lasioptera och familjen gallmyggor.
Artens utbredningsområde är Frankrike. Inga underarter finns listade i Catalogue of Life.